# Piano électronique
Ne doit pas être confondu avec Piano électrique ou Piano numérique.
 (février 2018).
Si vous disposez d'ouvrages ou d'articles de référence ou si vous connaissez des sites web de qualité traitant du thème abordé ici, merci de compléter l'article en donnant les références utiles à sa vérifiabilité et en les liant à la section « Notes et références ».

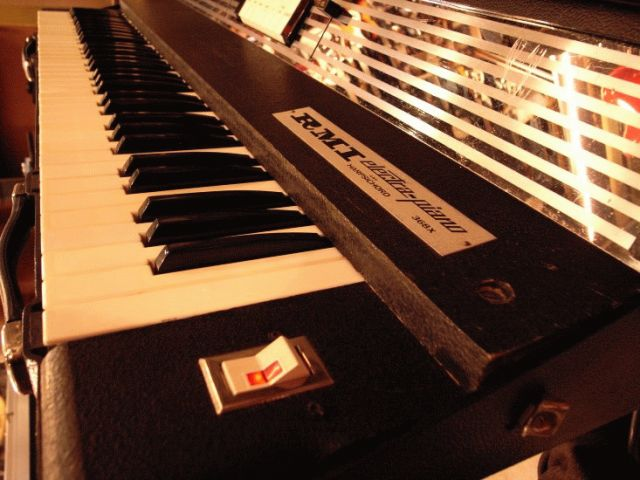
Le piano électronique RMI 368X Electra-piano

Un piano électronique est un instrument de musique à clavier, conçu pour simuler le timbre d'un piano (et, parfois, d'un clavecin ou d'un orgue) en utilisant des circuits analogiques.
"Piano électronic" était aussi le nom commercial utilisé pour la gamme populaire des pianos électriques de Wurlitzer, qui a été produite entre les années 1950 et les années 1980, bien que ce ne soit pas vraiment ce qu'on appelle communément un piano électronique. Les pianos électroniques fonctionnent de la même manière que les synthétiseurs analogiques en ce qu'ils génèrent leurs sons à travers un amplificateur interne ou externe.
Les premieres pianos électroniques datent des années 1970 et étaient principalement fabriqués en Italie (Davies 2001), bien que des modèles similaires aient été fabriqués simultanément au Japon. Une exception est la gamme d'instruments fabriqués par RMI (en) aux États-Unis de 1967 à environ 1970, qui a été utilisé par Genesis, Yes, Deep Purple, Elton John et Rick Wakeman (Reid 2001). Ces premiers pianos électroniques (y compris le RMI) ne sont pas sensibles à la vélocité, dans la mesure où ils ne varient pas leur volume en fonction de la dureté ou de la douceur des touches jouées (comme un orgue). Tony Banks, dans Reid 2001, a déclaré :
« L'inconvénient majeur du RMI était sa sensibilité totale au toucher, ce qui me gênait énormément, d'autant plus que toutes les notes de bum sont jouées à plein volume, peu importe comment on le brosse avec légèreté. »
Le premier piano à queue électronique a été produit en 1979 et breveté en 1981 par Willy Decker de St. James (New York) (Piano Nova Co.). Il contenait le premier clavier tactille complet et le pédales de travail (Decker 1981).
Les pianos électroniques sont devenus moins populaires dans les années 1980, quand le piano numérique et le synthétiseur polyphonique sont devenus suffisamment disponibles et abordables pour une utilisation professionnelle et domestique comme une alternative moins chère et plus légère à un piano acoustique.
Dans l'usage moderne, le terme "piano électronique" se réfère parfois à un piano numérique ou un piano de scène. C'est en fait un abus de langage, car le piano électrique utilise la synthese analogique pour générer ses sons alors que les pianos numériques au milieu des années 1980 ont souvent été qualifiés de piano électrique personnel.